# Economic Geyser
De Economic Geyser is een geiser in het Upper Geyser Basin dat onderdeel uitmaakt van het Nationaal Park Yellowstone in de Verenigde Staten. De geiser is echter al sinds de jaren '20 in de 20e eeuw inactief, maar daarvoor was het een actieve geiser die regelmatig tot eruptie kwam.
De geiser heeft haar naam gekregen van de fotograaf Frank Jay Haynes. Deze constateerde dat haast al het water dat tijdens een eruptie de lucht in werd gespoten, terug spoelde, waardoor er amper water verloren ging.